# Montagut (Rabós)
El Montagut és una muntanya de 302 metres que es troba al municipi de Rabós, a la comarca catalana de l'Alt Empordà.